# Hoodoo n.º 401
Hoodoo n.º 401 es un municipio rural canadiense situado en la provincia de Saskatchewan.

## Superficie
Hoodoo n.º 401 tiene una superficie de 786,69 km².

## Demografía
En 2021, tenía 802 habitantes, una densidad poblacional de 1 hab./km², y 824 viviendas.